# Sal doble
Les sals dobles són sals que contenen més d'un catió o més d'un anió obtinguts per la combinació de dues sals diferents cristal·litzades en la mateixa xarxa iònica regular Una sal doble molt coneguda és el sulfat d'alumini i de sodi,(fórmula general: MIMIII[SO₄]₂•6H₂O) el qual conté dos cations (sodi i alumini) i un anió sulfat. Altres exemples són el tartrat de potassi i sodi o Sal de Seignette i l'alstonita.
No s'han de confondre les sals dobles amb una sal complexa. Quan es dissol en aigua una sal doble es dissocia completament en ions simples, en canvi les sals complexes no ho fan pas; els ions de les complexes no presenten canvis. Per exemple, KCeF₄ és una sal doble i dona ions K+, Ce3+ i F− quan es dissol en aigua, mentre que el K₄[YbI₆] és una sal complexa i conté només l'ió [YbI₆]4− el qual roman intacte en la solució aquosa. És important indicar l'íó del complex entre claudàtors "[ ]" al seu voltant.
En general, les propietats d'una sal doble formada no seran les mateixes que les de les seves sals simples que la componen.
Per a nomenar les sals dobles es dona nom primer al nom de l'anió seguit de la paraula “doble” i després el nom, en ordre alfabètic, dels elements que formen els cations, precedits pels prefixos di, tri, tetra, etc., d'acord amb el subíndex que presenti cada catió en la fórmula molecular. Quan el subíndex és u (1) no es posa el prefix.